# Podallea arabica
Podallea arabica är en insektsart som beskrevs av U. Aspöck och H. Aspöck 1981. Podallea arabica ingår i släktet Podallea och familjen Berothidae. Inga underarter finns listade i Catalogue of Life.